# Lee Sung-kyung
Lee Sung-kyung (hangeul : 이성경 ; née le 10 août 1990 à Séoul) est une mannequin, actrice et chanteuse sud-coréenne. Elle a joué dans les dramas télévisés Cheese in the Trap (2016) et Doctors (2016) avant de jouer ses premiers rôles principaux dans Weightlifting Fairy Kim Bok-joo (2016) et Dr.Romantique 2 (2020).

## Biographie
Lee Sung Kyung est née le 10 août 1990 à Goyang en Corée du Sud. Elle sort diplômée de l'Université des femmes de Dongkuk le 22 février en 2016.

## Filmographie

### Télévision
- 2014 : It's Okay, That's Love : Oh Seo-nyeo
- 2015 : Flower of the Queen : Kang Yi-sol
- 2016 : Cheese in the Trap (en) : Baek In-ha
- 2016 : Doctor Crush : Jin Seo-woo
- 2016 : Weightlifting Fairy Kim Bok-joo : Kim Bok-joo
- 2017 : While You Were Sleeping : Lee Jong Suk
- 2018 : About Time : Choi Michaela
- 2020 : Dr. Romantic 2 : Cha Eun-jae
- 2020 : Once Again: Ji Sun-kyung
- 2020 : Record of Youth: Jin Seo-u
- 2022 : Shooting Stars: Oh Han-byeol
- 2023 :  Call it love : Shim Woo-joo
- 2023 : Dr. Romantic 3 : Cha Eun-jae